# Aguti signalni peptid
Aguti signalni peptid je peptid koji sadrži 131 aminokiseline. Njegovo otkriće i opis funkcionalnih osobina su objavljeni 1994. u naučnom žurnalu . On deluje kao inverzni agonist na melanokortinske receptore, specifično, . Njega kodira aguti gen .

## Funkcija
Kod miševa, agouti gen kodira parakrini signalni molekul koji stimuliše melanocite folikula dlake da sintetišu feomelanin, žuti pigment, umesto crnog ili smeđeg pigmenta, eumelanina. Pleiotropni efekti konstitutivnog izražavanja ovog gena kod miševa obuhvataju gojaznost, povećanu podložnost tumorima, i preranu neplodnost.

## Literatura
1. ↑  D, Lu; Willard D; Patel IR; Kadwell S; Overton L; Kost T; Luther M; Chen W; Woychik RP; Wilkison WO (1994). „Agouti protein is an antagonist of the melanocyte-stimulating-hormone receptor”. Nature. 371 (6500): 709—802. PMID 7935841. doi:10.1038/371799a0.
2. ↑  Kwon HY, Bultman SJ, Löffler C, Chen WJ, Furdon PJ, Powell JG, Usala AL, Wilkison W, Hansmann I, Woychik RP (1994). „Molecular structure and chromosomal mapping of the human homolog of the agouti gene”. Proc. Natl. Acad. Sci. U.S.A. 91 (21): 9760—4. PMC 44896 . PMID 7937887. doi:10.1073/pnas.91.21.9760.
3. ↑  Wilson BD, Ollmann MM, Kang L, Stoffel M, Bell GI, Barsh GS (1995). „Structure and function of ASP, the human homolog of the mouse agouti gene”. Hum. Mol. Genet. 4 (2): 223—30. PMID 7757071. doi:10.1093/hmg/4.2.223.
4. ↑  „Entrez Gene: ASIP”.

## Dodatna literatura
- GW, Millington (2006). „Proopiomelanocortin (POMC): the cutaneous roles of its melanocortin products and receptors”. Clin. Exp. Dermatol. 31 (3): 407—12. PMID 16681590. doi:10.1111/j.1365-2230.2006.02128.x.

## Spoljašnje veze
- agouti+protein на 

|  | Molimo Vas, obratite pažnju na važno upozorenje u vezi sa temama iz oblasti medicine (zdravlja). |